# Фаррар, Джанет
Джане́т Фарра́р (англ. Janet Farrar, урождённая Оуэн; род. 24 июня 1950) — английская учительница и писательница, оккультист, опубликовавшая несколько книг о викке, неоязычестве и современной магии. Книги были написаны Фаррар в соавторстве с её двумя мужьями, Стюартом Фарраром и Гавином Боном.
Фаррар стала "лицом викки" благодаря своей работе в качестве модели и публикациям  нескольких книг по данной тематике. 
В настоящее время Фаррар даёт лекции по темам викка, неоязычество и магия в Северной Америке и Европе.

## Биография
Фарар родилась в Лондоне в 1950. 
Её предками были англичане, ирландцы и уэльсцы, которые были членами различных  протестантских церквей. Фаррар училась в двух женских школах Лейтон Мэнор и Королевской высшей школе "Вонстид". После окончания школ Фаррар работала моделью и секретарём.

## Посвящение
Фаррар была посвящена в Александрийскую викку супругами-основателями данного направления Алексом и Максиной Сандерс. Фаррар познакомилась с Сандерсами в 1970 году через своего знакомого, проявившего интерес к изучению Викки. Фаррар сопровождала своего знакомого с целью отговорить его от вступления в культ. Вместо этого Фаррар сама присоединилась к ковену Сандерсов. В ковене она встретила Стюарта Фаррара, своего будущего мужа и соавтора.
Джанет Фаррар подтверждает, что их супружеская чета была посвящена Сандерсами во вторую степень 17 октября 1970 года и что они получили третью высшую степень посвящения 24 апреля 1971 года, однако эти события оспариваются некоторыми Александрийскими «ревизионистами».
Фаррары основали свой собственный ковен в 1971 году ещё до церемонии посвящения их в третью степень. В 1972 году Фаррары заключили викканский свадебный союз — хэндфастинг, а в 1975 заключили официальный гражданский брак.
Джанет покинула ковен в 1972 для изучения церемониальной магии каббалы, но вернулась в том же году.
В 1976 Фаррары решили переехать из шумного Лондона в Ирландию. Сначала они жили в графстве Мейо и графстве Уиклоу, затем переехали в «Херн Коттедж» неподалёку от города Келс в графстве Мит.
Фаррары опубликовали несколько книг о викке и обрядах в ковене. Фаррар продолжала карьеру модели и появлялась в иллюстрациях книг по викке, включая иллюстрацию на обложке опубликованной в 1979 году книги Маргот Адлер «Нисхождение луны: ведьмы, друиды, почитатели богинь и другие язычники в нынешней Америке».
Джанет Фаррар также позировала для многих фотографий опубликованной ими в 1981 году книги «Восемь шабашей для ведьм», которая включила в себя материалы из Книги теней александрийской традиции.
Фаррары при поддержке Дорин Валиенте доказывали, что несмотря на то что опубликованные материалы "нарушили их секретную клятву", это было необходимо для избежания распространения неправильной информации о религии викки . Джанет Фаррар указывала что часть ритуалов из книги была создана и описана ими самостоятельно и что они покинули Александрийское направление после того как исследование для книги было завершено. 
В соавторстве Фаррары написали ещё четыре книги о викке.
Фаррары вернулись в Англию в 1988 году, но уже в 1993 они снова возвратились в Ирландию. К ним присоединился Гавин Бон, с кем супруги вступили в полиандрический союз. Втроём они выступили соавторами ещё двух книг "Исцеляющее колдовство" (англ. "The Healing Craft") и "Путь язычника" (англ. "The Pagan Path"), исследование разновидностей неоязычества.
Стюарт Фаррар скончался в 2000 году после непродолжительной болезни.
После смерти Стюарта Фаррара Джанет Фаррар и Гавином Боном продолжили писать книги и выступать с лекциями о Викке по всему миру.